# W的悲劇
《W的悲劇》，日本作家夏樹靜子1982年發行的推理小說。

## 簡介
「W的悲劇」之名的構想是來源於艾勒里·昆恩推理小說系列的《X的悲劇》、《Y的悲劇》、《Z的悲劇》三部曲，「W」即為第四個未知數。同時「W」也指故事發生的舞臺「和辻家」（Watsuji），又指女性（Women）。
1984年曾拍攝同名電影《W的悲劇》，由藥師丸博子主演，但電影並非直接改編自小說，而是以藝能界女性的命運為主題，小說《W的悲劇》作為劇中劇，是電影中的表演劇目。
2001年和2010年分別被東京電視台和TBS電視台改編為特別電視劇；2012年首次由朝日電視台改編為電視連續劇。

## 情節
日本的藥品業大亨和辻與兵衛被發現死於家中。爲了維護家族聲譽，家族成員們一同偽造了現場。前來調查此案的中里右京警部很快發現案件漏洞百出，他將與兵衛的外侄孫女和辻摩子逮捕，摩子也承认自己是兇手。但是線索似乎來得太過容易，像有人在指引著警方辦案。通過更深入的調查，真相一層層地揭開。

## 1983年電視劇
TBS系列於1983年2月23日（前編）、1983年3月2日（後編）播出。

### 演員
- 和辻摩子：松本伊代
- 和辻淑枝：有馬稻子
- 和辻峰：宮城千賀子
- 和辻道彦：中村嘉葎雄
- 和辻與兵衛：安部徹
- 和辻繁：岡田英次
- 和辻卓夫：矢島健一
- 間崎鐘平：林隆三
- 中里右京：青井輝彦

### 製作人員
- 編劇：北村篤子
- 監督：鴨下信一

## 1986年電視劇
富士電視台系列於1986年6月20日播出週五女之電視劇『W的悲劇 京都資産家殺人事件』。

### 演員
- 和辻峰：高峰三枝子
- 和辻淑枝：松尾嘉代
- 和辻摩子：川上麻衣子
- 和辻道彦：江原真二郎
- 和辻繁：攏田裕介
- 和辻與兵衛：高野真二
- 間崎鐘平：藤木孝
- 和辻卓夫：安藤一夫
- 警察署長：丹波哲郎（特別演出）
- 中里右京：山城新伍

### 製作人員
- 編劇：高久進
- 監督：瀨川昌治

## 2001年電視劇
東京電視台系列於2001年5月23日播放的兩小時特別劇，在「女人與愛與秘聞」檔播出。

### 演員
- 和辻淑枝：名取裕子
- 和辻道彥：萩原流行
- 和辻摩子：大河內奈奈子
- 和辻卓夫：羽場裕一
- 一條春生：奥貫薰
- 和辻繁：河原崎建三
- 間崎鐘平：加勢大周
- 和辻與兵衛：早坂茂三
- 和辻峰：草村禮子
- 中里右京：夏八木勳
- 大杉漣
- 田山涼成

### 製作人員
- 編劇：吉本昌弘
- 導演：赤羽博

## 2010年電視劇
TBS系列於2010年1月11日播放的「TBS特別電視劇 夏樹静子作家40周年紀念懸疑劇特別企劃」中的單集電視劇。由岡田惠和擔任編劇，菅野美穗主演。收視率13.3%。

### 演員
- 一條春生：菅野美穗
- 間崎鐘平：香川照之
- 和辻道彦：中村橋之助
- 和辻摩子：谷村美月
- 和辻卓夫：成宮寛貴
- 中里右京：小日向文世
- 平野健治：宮藤官九郎
- 春生的上司：温水洋一
- 和辻繁：江守徹
- 和辻與兵衛：津川雅彥
- 和辻峰：池內淳子 （遺作，已於2010年逝世，享年76歲）
- 相浦克平：武田鐵矢
- 和辻淑枝：真矢美季

### 製作
- 原作：夏樹靜子（光文社刊）
- 企劃協力：MISTRAL
- 編劇：岡田惠和
- 製作人：黑澤淳
- 導演：佐佐木章光
- 製作：TELEPACK、TBS

## 2012年電視劇
《W的悲劇》，朝日電視台於2012年4月26日開始播映的週四晚間九點檔連續劇，由武井咲主演。武井在劇中一人飾演兩角。

### 故事大綱
和辻摩子（武井咲 飾）和倉澤五月（武井咲分飾）雖然擁有一樣的容貌、一樣的紋身，然而命運卻截然不同。和辻摩子是豪門和辻家的千金小姐，受長輩寵愛，衣食無憂，自小過著奢華的生活；而倉澤五月則從小被親生父母遺棄，連名字也沒有，又被養父母虐待以致左手近乎殘障，離家出走後過著顛沛流離的生活，時常三餐不繼，經常要靠出賣肉體過活。當這樣的兩個人相遇時，注定是一場悲劇的開始。一個高貴若仙，另一個卻卑賤如泥，際遇本來差天共地，毫無交集的二人，一旦相遇並互換身份後，卻竟然開啟了奇遇的大門，從此緊密相連在相同的命途上，再也分不開……

### 演員陣容
主要人物
- 和辻摩子（20）：武井咲（幼少期：石井萌萌果）

和辻家的千金小姐，從小過著衣食無缺的平順生活，個性陽光溫順，但卻生活在恐懼之中。外伯父經常無故騷擾她。渴望回復正常生活的她，在雜誌上看到五月的報導，與五月聯絡，跟她交換身分，到她打工的秀場酒吧當清潔小妹，之後受到媽媽桑的賞識成為當紅舞者，卻被心懷嫉妒的舞者欺負。完結篇中與五月換回身分，回到和辻家。摩子及五月腳踝上都有W的標記（W即「和辻」的日语罗马音WATSUJI縮寫）。
- 倉澤五月（20）：武井咲（分飾兩角／幼少期：石井萌萌果）

真實身分是摩子的雙胞胎妹妹，從小被和辻家遺棄，總是過著低下卑微的生活。被安置在育幼院後，院長便以育幼院地址西東京市「倉澤」町，以及安置的時期「五月」，替女童取了這個名字。個性陰沉有心機。當初被養父母虐待，左手肌踺曾受傷，左手一舉高就會疼痛。之後離家出走，在外犯案累累，被警方送至育幼院安置。國中時離開育幼院在外租屋，到媽媽桑春生的酒吧打工，暗地裡接客賺取外快。與摩子交換身分後，處心積慮謀取和辻家千億財產。但她之後捲入一起殺人命案。完結篇中與摩子換回身分，與照顧她的酒吧媽媽桑再度重逢。
- 和辻淑枝（44）：若村麻由美

摩子的母親。父親為與兵衛的弟弟，因故早逝，與兵衛夫妻將她視如己出。第一任丈夫與淑枝以離婚收場。雙胞胎摩子及五月，為淑枝與已故的第二任丈夫所生。替道彥隱瞞殺人事實的幫兇。得知道彥密謀已久，以道彥手上的刀子刺殺了他。之後亦被警方逮捕。
- 和辻道彥（42）：中村俊介

和辻家的入贅女婿，摩子名義上的父親。圖謀和辻家的兩千億財產，因與兵衛不願支持自己的研究，殺害了與兵衛，唆使淑枝替自己頂罪，還意圖將五月滅口。
- 和辻卓夫（28）：武田航平

摩子的舅舅。
- 和辻繁（57）：金田明夫

與兵衛的弟弟，摩子的外叔公。
- 木村志乃（32）：廣岡由里子

幫傭。懂得察言觀色，不會說非必要的話。
- 和辻峰（62）（緯來日本台將名字譯為「美音」）：野際陽子

與兵衛的妻子，摩子的外伯婆。
- 和辻與兵衛（65）：寺田農

和辻家的當家，摩子的外伯公。「若生下雙胞胎，就必須拋棄一個，否則家族會垮台。」以和辻家這個130年的傳統，拋棄五月的始作俑者。殺人命案的被害人。
秀場酒吧「化妝舞台」
- 一條春生（41）：松下由樹 （劇中旁白）

經營酒吧的媽媽桑。非常疼愛五月，將她視如己出。
- 御堂沙耶香（20）：剛力彩芽（友情演出）

首席舞者。一直希望五月能加入舞者的行列。之後離開了「化妝舞台」，要求五月（摩子）接替自己上台表演。
- 立花綺羅羅（20）：福田沙紀

舞者。相當嫉妒沙耶香。之後還因為嫉妒登台表演的五月（摩子），將她的臉壓入馬桶內，藉此羞辱她。之後因為日高賢一持刀想侵犯她，掙扎拉扯中，失手將日高刺殺身亡。
- 蕾拉（21）：森田彩華
- 克拉拉（19）：昆夏美
- 蘇樂：山口惠

以上3人皆為舞者。與綺羅羅一樣很嫉妒五月（摩子），4人經常藉故欺負她。
警視廳
- 弓坂圭一郎（34）：桐谷健太

警視廳刑事部捜査一課警部補。在調查日高賢一殺人案時，發現此人與在酒吧打工的五月有關聯，之後對於倉澤五月的真實身分背景很感興趣。
- 西田喜直：岸博之

與弓坂共同查案的刑警。新宿東警察署強行犯係刑事。
- 中里右京：津川雅彦

靜岡縣警察富士野警察署刑事課警部。負責調查殺害和辻家主人的真兇。
- 鳴海祐二：福本伸一

中里的部下。刑事。
其他人物
- 間崎鐘平（35）：高橋一生

與兵衛的主治醫生。
- 日高賢一 ：阪田雅信

三鷹台中學的國語教師。五月接客的對象，完事後卻不買單。之後被綺羅羅殺害，錢包裡的錢被不知情的五月拿走。
- 淺川公樹 (20) ：橋爪遼

摩子高中時代的同學。靜岡城北醫科大學3年級學生。受摩子（五月）的委託，檢驗頭髮的DNA。

### 製作團隊
- 原作：夏樹靜子「W的悲劇」（光文社文庫）
- 編劇：寺田敏雄、旺季靜
- 導演：片山修（朝日電視台）、植田尚（MMJ）、常廣丈太（朝日電視台）
- 總監：内山聖子（朝日電視台）
- 製作人：飯田爽（朝日電視台）、清水真由美（MMJ）
- 拍攝地點提供：靜岡縣伊東市/下田市、東京西德洲會醫院、下田市觀光協會
- 製作：朝日電視台、MMJ

### 收視率
| 集數                                                    | 播出日期      | 日文標題 | 中譯標題                                        | 編劇     | 導演     | 收視率 |
| ------------------------------------------------------- | ------------- | -------- | ----------------------------------------------- | -------- | -------- | ------ |
| 第一幕                                                  | 2012年4月26日 |          | 替身殺人!？將不在場證明以2000億賣出的女人       | 寺田敏雄 | 片山修   | 10.9%  |
| 第二幕                                                  | 2012年5月3日  |          | 資產2000億的女當家                              | 旺季靜   | 片山修   | 10.0%  |
| 第三幕                                                  | 2012年5月10日 |          | 惡女的條件 我殺了外伯公!!                       | 寺田敏雄 | 植田尚   | 8.6%   |
| 第四幕                                                  | 2012年5月17日 |          | 富豪家族的殺人偽裝陷阱!!                        | 旺季靜   | 植田尚   | 8.5%   |
| 第五幕                                                  | 2012年5月24日 |          | 名刑警登場 殺害富豪的陷阱!!                     | 寺田敏雄 | 常廣丈太 | 8.3%   |
| 第六幕                                                  | 2012年5月31日 |          | 不在場證明被破解!?背叛者是你!!                  | 旺季靜   | 片山修   | 8.5%   |
| 第七幕                                                  | 2012年6月7日  |          | 最終章 雙胞胎母親的身份!!                       | 寺田敏雄 | 植田尚   | 8.0%   |
| 最終幕                                                  | 2012年6月14日 |          | 雙胞胎死亡 犯人真正的身份與最終發展!!新的謀殺案 | 寺田敏雄 | 片山修   | 9.4%   |
| 平均收視率9.03%（收視率由Video Research於關東地區統計） |               |          |                                                 |          |          |        |

## 2019年電視劇
NHK於2019年11月23日播放的「電視劇復興」系列中的單集電視劇。由池田奈津子擔任編劇，土屋太鳳主演。

### 演員
- 和辻摩子 - 土屋太鳳（9歳時：渡邊真妃）
- 和辻淑枝 - 中山美穂
- 一條春生 - 美村里江
- 和辻道彦 - 岡本健一
- 和辻卓夫 - 松本岳
- 柏木徹  - 齋藤陽一郎
- 並木讓司 - 生島勇輝
- 中里右京 - 渡邊一計
- 間崎鐘平 - 吉田榮作
- 和辻繁 - 鶴見辰吾
- 和辻與兵衛 - 大和田伸也
- 和辻峰 - 夏木麻里

### 製作團隊
- 原作：夏樹靜子
- 編劇：池田奈津子
- 導演：塚本連平
- 製作：NHK、The icon
- 音樂：吉俁良

## 作品的變遷
| 朝日電視台週四晚間九點連續劇           | 朝日電視台週四晚間九點連續劇                   | 朝日電視台週四晚間九點連續劇 |
| -------------------------------------- | ---------------------------------------------- | ---------------------------- |
|                                        | W的悲劇 （2012.04.26 - 2012.06.14）            |                              |
| 神聖怪物們 （2012.01.19 - 2012.03.08） | 遺留搜查 （第2季） （2012.07.12 - 2012.09.06） |                              |

| 緯來日本台 週一至週五 22:00至23:00 | 緯來日本台 週一至週五 22:00至23:00     | 緯來日本台 週一至週五 22:00至23:00 |
| ---------------------------------- | -------------------------------------- | ---------------------------------- |
|                                    | W的悲劇 （2013.02.28 - 2013.03.11）    |                                    |
| 初戀 （2013.02.18 - 2013.02.27）   | 再一次求婚 （2013.03.12 - 2013.03.25） |                                    |

## 外部連結
- TBS版官方網頁 （页面存档备份，存于）
- 朝日版官方網頁 （页面存档备份，存于）